# 马焦内
马焦内（義大利語：Magione），是意大利佩鲁贾省的一个市镇。总面积129.81平方公里，人口14587人，人口密度112.4人/平方公里（2009年）。ISTAT代码为054026。